# 沖繩市
沖繩市（日语：／ Okinawa shi */?）是日本沖繩縣辖下的一个城市，位於琉球群岛沖繩島中部的東海岸，约在那霸市東北方20公里，由胡差市（コザ市）和美里村在1974年合并而诞生，為沖繩縣第二大城市。市區的北部有駐日美軍嘉手納空軍基地和嘉手納彈藥庫，範圍從沖繩市延伸到嘉手納町及恩納村。東南部有沖繩縣綜合運動公園，西南部有沖繩市營運動公園及市營棒球場，同時為日本職棒廣島東洋鯉魚的春季集訓場地。以沖繩市為主場的職業球隊有日本職業足球聯賽的FC琉球和日本職業籃球聯賽的琉球黃金國王。
由於周圍有包括嘉手納基地的大量美軍基地，市裡具有豐富的國際色彩，市區裡商店招牌常是日語與英語一起使用，此外也有濃厚文藝氣息，誕生了許多的音樂家。
全日本共有三個與縣名同名，但並非該縣縣廳所在地的市，本市即為其中之一，另外兩個是：栃木市和山梨市。

## 人口
| 沖繩市人口分布圖 |                                               |  |
| 沖繩市與日本全國年齡別人口分布比較圖 （2005年資料） | 沖繩市的年齡、男女別人口分布圖 （2005年資料） |  |
| ■紫色是沖繩市 ■綠色是全国 | ■藍色是男性 ■紅色是女性                       |  |
| 沖繩市人口變化 \| 1970年 \| 82,781人 \| \| \| 1975年 \| 91,347人 \| \| \| 1980年 \| 94,851人 \| \| \| 1985年 \| 101,210人 \| \| \| 1990年 \| 105,845人 \| \| \| 1995年 \| 115,336人 \| \| \| 2000年 \| 119,686人 \| \| \| 2005年 \| 126,400人 \| \| \| 2010年 \| 130,249人 \| \| \| 2015年 \| 139,279人 \| \| \| 2020年 \| 142,752人 \| \| |                                               |  |
| 資料來源：日本總務省統計中心提供之人口普查數據 |                                               |  |
| 1970年 | 82,781人                                      |  |
| 1975年 | 91,347人                                      |  |
| 1980年 | 94,851人                                      |  |
| 1985年 | 101,210人                                     |  |
| 1990年 | 105,845人                                     |  |
| 1995年 | 115,336人                                     |  |
| 2000年 | 119,686人                                     |  |
| 2005年 | 126,400人                                     |  |
| 2010年 | 130,249人                                     |  |
| 2015年 | 139,279人                                     |  |
| 2020年 | 142,752人                                     |  |

## 歷史
| 時間     | 行政劃分    | 行政劃分    | 行政劃分  | 行政劃分  | 行政劃分  | 行政劃分  |
| 琉球王國 | 具志川 間切 | 與那城 間切 | 勝連 間切 | 美里 間切 | 美里 間切 | 越來 間切 |
| 1900年代 | 具志川 村   | 與那城 村   | 勝連村    | 美里村    | 美里村    | 越來村    |
| 1910年代 | 具志川 村   | 與那城 村   | 勝連村    | 美里村    | 美里村    | 越來村    |
| 1920年代 | 具志川 村   | 與那城 村   | 勝連村    | 美里村    | 美里村    | 越來村    |
| 1930年代 | 具志川 村   | 與那城 村   | 勝連村    | 美里村    | 美里村    | 越來村    |
| 1940年代 | 具志川 村   | 與那城 村   | 勝連村    | 石川市    | 美里村    | 越來村    |
| 1950年代 | 具志川 村   | 與那城 村   | 勝連村    | 石川市    | 美里村    | 胡差村    |
| 1950年代 | 具志川 村   | 與那城 村   | 勝連村    | 石川市    | 美里村    | 胡差市    |
| 1960年代 | 具志川 市   | 與那城 村   | 勝連村    | 石川市    | 美里村    |           |
| 1970年代 | 具志川 市   | 與那城 村   | 勝連村    | 石川市    | 沖繩市    | 沖繩市    |
| 1980年代 | 具志川 市   | 與那城 村   | 勝連町    | 石川市    | 沖繩市    | 沖繩市    |
| 1990年代 | 具志川 市   | 與那城町    | 勝連町    | 石川市    | 沖繩市    | 沖繩市    |
| 2000年代 | 宇流麻市    | 宇流麻市    | 宇流麻市  | 宇流麻市  | 沖繩市    | 沖繩市    |

- 1666年從越來間切中分割獨立設置美里間切。
- 1896年4月1日：實施郡區制，為島尻郡轄下越來間切與美里間切。
- 1908年4月1日：實施島嶼町村制，改設為越來村與美里村。
- 1945年9月26日：美里村北部分割獨立成石川市（現宇流麻市的一部份）。
- 1956年6月13日：由於美軍將越來（ごえく，「GOEKU」）地區稱之為「KOZA」（譯為「胡差」，又譯「古座」），隨著美軍影響，民意要求改以胡差為村名，越來村改名為胡差村。
- 1956年7月1日：胡差村改為胡差市。
- 1970年12月20日：由於一場美軍開車不慎，肇事撞傷居民的事故，加上長期以來琉球民眾對琉球列島美國民政府的不滿，發生「胡差暴動」事件。
- 胡差市和美里村成立合併協議會，考慮合併，候選名稱包括「中頭市」、「胡差市」「沖繩市」，最後以位於沖繩中心的城市為由，選定以「沖繩市」為新市名。但遭到縣廳所在地的那霸市反對。
- 1974年4月1日：胡差市和美里村合併為沖繩市。

## 交通

### 道路
| 高速道路 - 沖繩自動車道：沖繩南交流道 - 沖繩北交流道 一般國道 - 國道329號 - 國道330號 主要地方道 - 沖繩縣道74號沖繩嘉手納線 - 沖繩縣道75號沖繩石川線 - 沖繩縣道23號沖繩北谷線（國体道路） - 沖繩縣道85號沖繩環狀線 | 一般縣道 - 沖繩縣道16號線 - 沖繩縣道20號線 - 沖繩縣道22號線 - 沖繩縣道24號線 - 沖繩縣道26號線 - 沖繩縣道33號具志川沖繩線 - 沖繩縣道36號線 - 沖繩縣道224號具志川環状線 - 沖繩縣道227號沖繩縣綜合運動公園線 |

## 觀光景點
- 沖繩孩子國
- 東南植物樂園暨沖繩風樂風遊森林

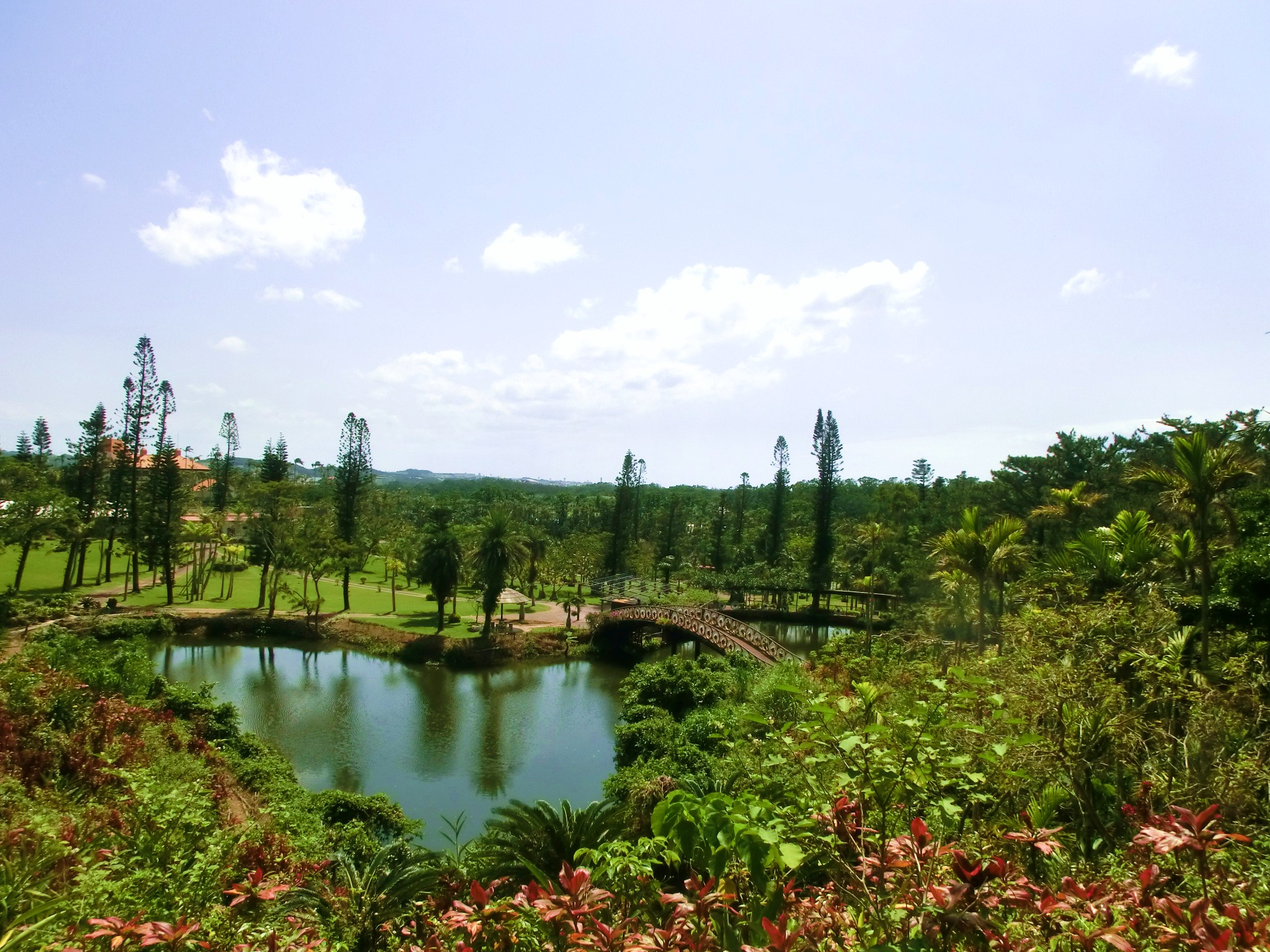
東南植物樂園
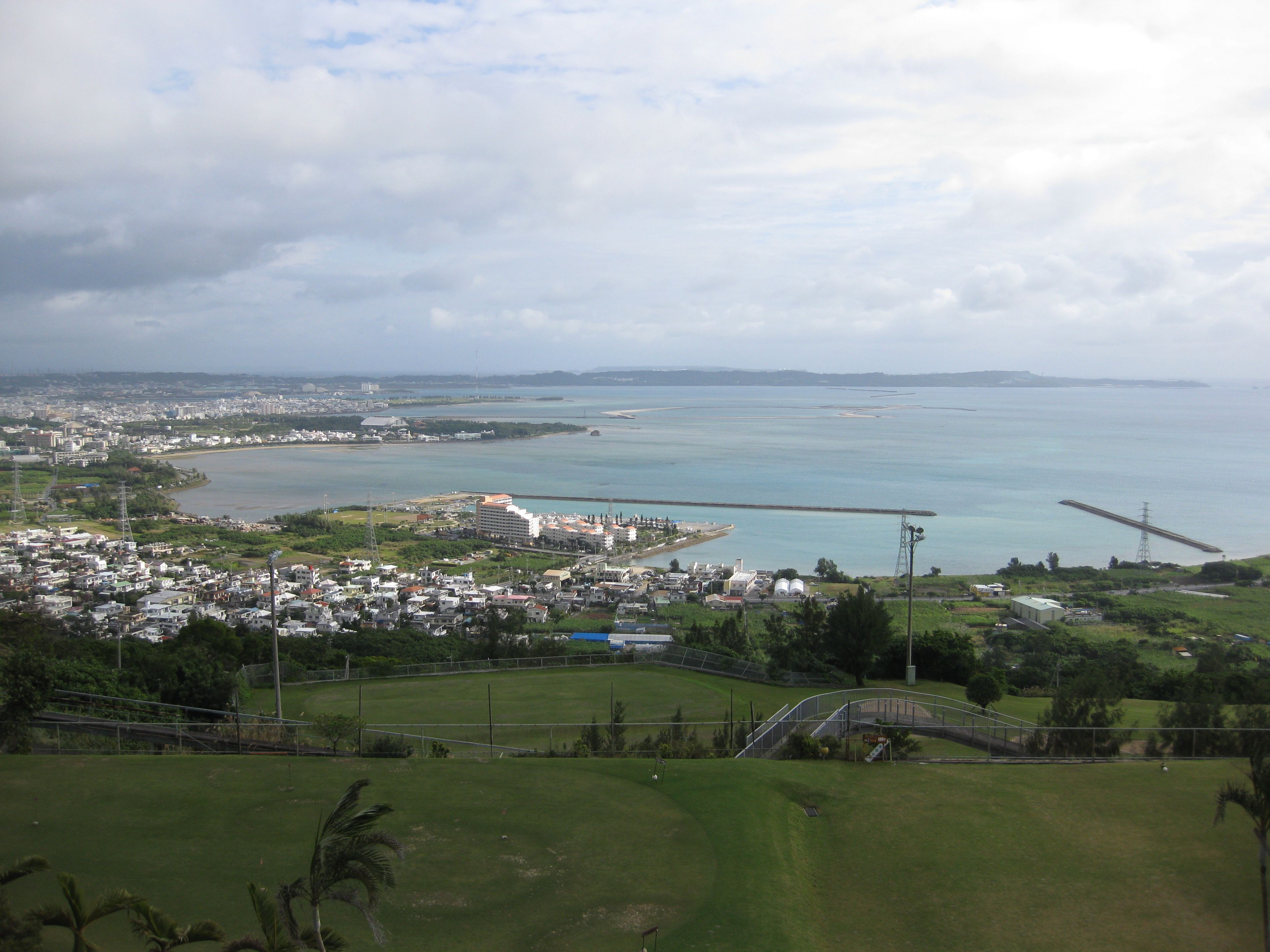
泡瀬海灘

## 教育
高等學校
| - 沖繩縣立コザ高等學校 （页面存档备份，存于） - 沖繩縣立美里高等學校 （页面存档备份，存于） - 沖繩縣立美來工科高等學校 | - 沖繩縣立美里工業高等學校 （页面存档备份，存于） - 沖繩縣立球陽高等學校 （页面存档备份，存于） |

中學校
| - 沖繩市立安慶田中學校 - 沖繩市立沖繩東中學校 - 沖繩市立越來中學校 - 沖繩市立コザ中學校 | - 沖繩市立美東中學校 - 沖繩市立美里中學校 - 沖繩市立宮里中學校 - 沖繩市立山內中學校 |

小學校
| - 沖繩市立安慶田小學校 - 沖繩市立泡瀨小學校 - 沖繩市立北美小學校 （页面存档备份，存于） - 沖繩市立越來小學校 - 沖繩市立コザ小學校 - 沖繩市立島袋小學校 - 沖繩市立高原小學校 - 沖繩市立中町小學校 - 沖繩市立美東小學校 | - 沖繩市立美里小學校 - 沖繩市立美原小學校 - 沖繩市立宮里小學校 - 沖繩市立室川小學校 - 沖繩市立諸見小學校 - 沖繩市立山內小學校 - 北谷町立北谷小學校 - 私立新生活學會（美國學校） |

特殊學校
- 美咲養護學校 （页面存档备份，存于）

## 姊妹市
- 米澤市（山形縣）-1994年4月1日締結姐妹市
- 豐中市（大阪府）-1974年11月3日締結兄弟市

## 本地出身之名人
- ISSA（歌手、DA PUMP成員）
- 喜納昌吉（民謠歌手、反戰主義政治家）
- 橘子新樂園（樂團）
- 糸數敬作（日语：糸数敬作）（職業棒球選手，北海道日本火腿鬥士隊）
- 滿島光（演員）
- 滿島真之介（演員）
- 羽賀研二（日语：羽賀研二）（藝人、實業家）

## 外部連結
- 官方网站 （日語）
- 維客旅行上的沖繩市（日語） （页面存档备份，存于）
- 维基导游上有關沖繩市（英文）的旅行指南
- OpenStreetMap上有關沖繩市的地理